# Japan Air Commuter

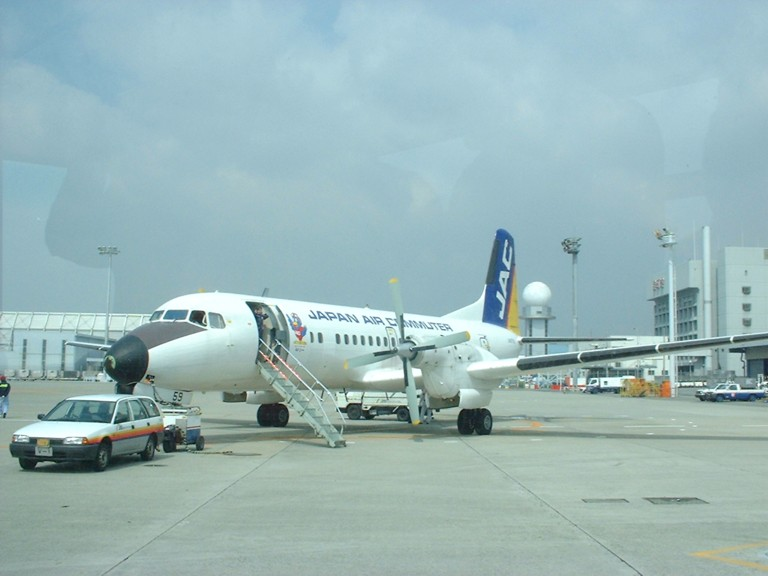

Japan Air Commuter – japońska linia lotnicza z siedzibą w Kagoshima, na wyspie Kiusiu. Główną bazą jest Port lotniczy Kagoshima.
Należy do JAL Group, holdingu Japan Airlines.

## Flota
Według stanu na styczeń 2025 flota Japan Air Commuter składała się z 11 samolotów o średnim wieku 6 lat:
| Samolot | Samolot | Samolot   | Liczba miejsc | Uwagi |
| Model   | Aktywne | Zamówione | Liczba miejsc | Uwagi |
| ------- | ------- | --------- | ------------- | ----- |
| ATR 42  | 9       | -         | 48            |       |
| ATR 72  | 2       | -         | 70            |       |
| Łącznie | 11      | 0         |               |       |